# Kaiser Permanente
Kaiser Permanente, Кайзер Перманенте — калифорнийская компания, оказывающая услуги медицинского страхования и обслуживания. Штаб-квартира компании располагается в Окленде, штат Калифорния. Обслуживает 21,4 млн клиентов в 8 штатах США (Калифорния, Колорадо, Джорджия, Гавайи, Мэриленд, Орегон, Виргиния, Вашингтон и столичный округ Колумбия. Сеть компании насчитывает 39 больниц, 723 медицинских офиса, 24 тысячи врачей и 67 тысяч медсестр.

## История
Компания была основана 21 июля 1945 года, но модель, на которой она основана, возникла раньше, в годы Великой депрессии. Она стала результатом сотрудничества врача Сидни Гарфилда и промышленника Генри Кайзера и заключалась в том, что сотрудники предприятий Кайзера делали взносы медицинской страховой компании, а та делала ежедневные выплаты больницам независимо от наступления страховых случаев. Это позволяло осуществлять превентивную медицину и поддерживать уровень оснащения больниц на достойном уровне. В годы Второй мировой войны эта модель охватывала 200 тысяч рабочих верфей Кайзера в Ричмонде, Калифорния. После окончания войны загруженность верфей резко спала, и модель стала открытой для всех желающих. К 1955 году количество членов достигло 500 тысяч в Калифорнии и Орегоне, в 1958 году организация начала работать на Гавайях. В восточной части США филиал организации появился в 1980 году, он охватывал Вашингтон и некоторые округи Мэриленда и Виргинии. Максимум по количеству штатов, в которых присутствовала Kaiser Permanente, был достигнут в начале 1990-х годов, затем у организации начали возникать финансовые проблемы, вызванные ростом конкуренции и стоимости медицинского обслуживания; 1997 год организация впервые в своей истории закончила с убытком. Для решения проблем Kaiser Permanente пришлось покинуть несколько наименее прибыльных рынков (в частности Техас и Северную Каролину), а также начать повышать членские взносы.